# Cyprus op de Olympische Winterspelen 2010

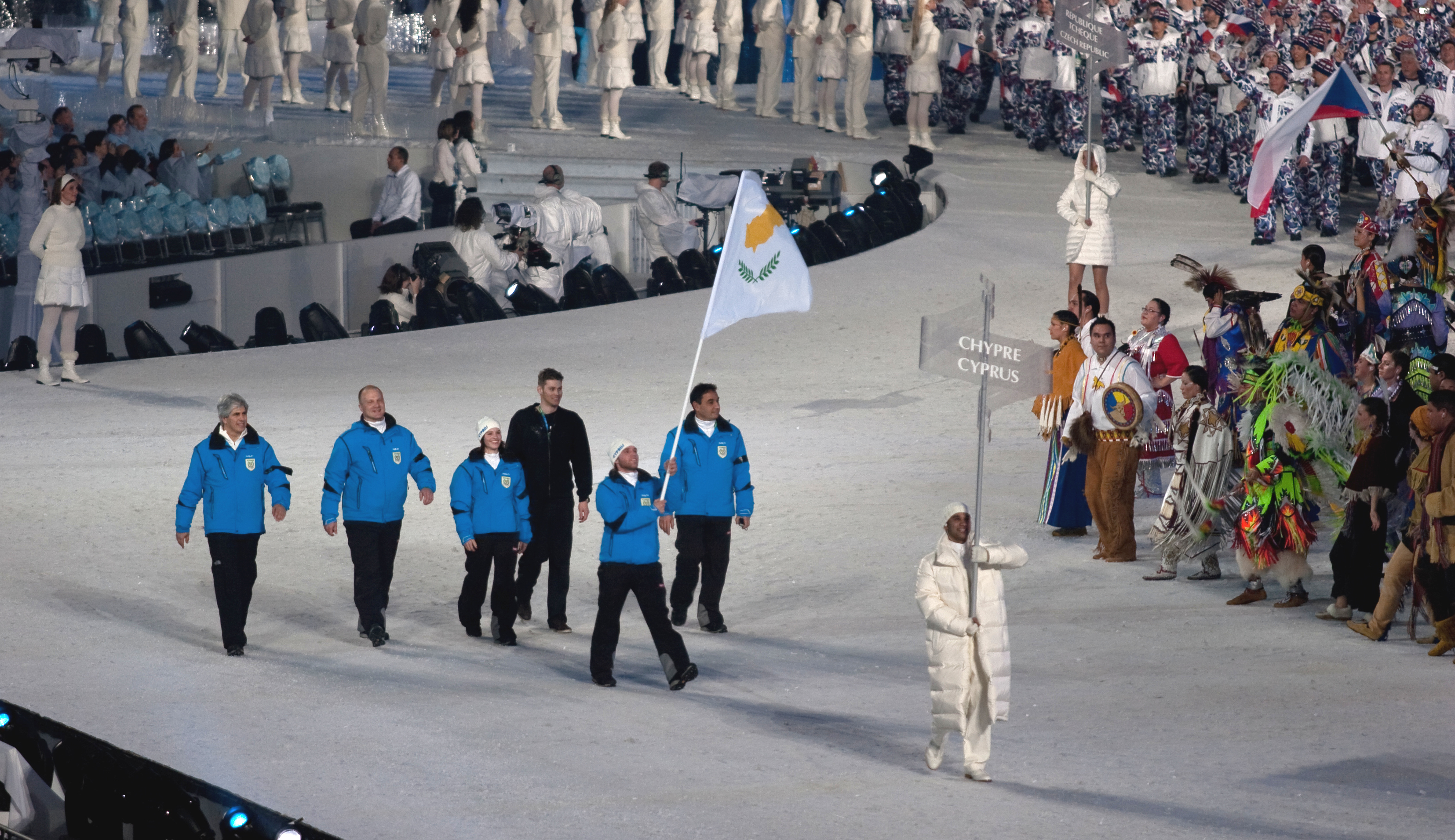
Het team van Cyprus bij de opening

Tijdens de Olympische Winterspelen van 2010, die in Vancouver (Canada) werden gehouden, nam Cyprus voor de negende keer deel aan de Winterspelen.

## Deelnemers en resultaten
(m) = mannen, (v) = vrouwen 

### Alpineskiën
| Olympiër                      | Discipline       | Resultaat | Prestatie                          |
| ----------------------------- | ---------------- | --------- | ---------------------------------- |
| Christopher Papamichalopoulos | reuzenslalom (m) | dnf-2     | opgave run 2 — 1.29,02+dnf         |
| Christopher Papamichalopoulos | slalom (m)       | dnf-1     | opgave run 1                       |
|                               |                  |           |                                    |
| Sophia Papamichalopoulou      | reuzenslalom (v) | 55e       | 2.51,86 (+24,75) — 1.28,38+1.23,48 |
| Sophia Papamichalopoulou      | slalom (v)       | 53e       | 2.05,18 (+22,29) — 1.02,47+1.02,71 |

Albanië · Algerije · Andorra · Argentinië · Armenië · Australië · Azerbeidzjan · België · Bermuda · Bosnië en Herzegovina · Brazilië · Bulgarije · Canada · Chili · China · Chinees Taipei · Colombia · Cyprus · Denemarken · Duitsland · Estland · Ethiopië · Finland · Frankrijk · Georgië · Ghana · Griekenland · Groot-Brittannië · Hongarije · Hongkong · Ierland · IJsland · India · Iran · Israël · Italië · Jamaica · Japan · Kaaimaneilanden · Kazachstan · Kirgizië · Kroatië · Letland · Libanon · Liechtenstein · Litouwen · Macedonië · Marokko · Mexico · Moldavië · Monaco · Mongolië · Montenegro · Nederland · Nepal · Nieuw-Zeeland · Noord-Korea · Noorwegen · Oekraïne · Oezbekistan · Oostenrijk · Pakistan · Peru · Polen · Portugal · Roemenië · Rusland · San Marino · Senegal · Servië · Slovenië · Slowakije · Spanje · Tadzjikistan · Tsjechië · Turkije · Verenigde Staten · Wit-Rusland · Zuid-Afrika · Zuid-Korea · Zweden · Zwitserland